# شذوذ مقاومة الخضوع
يشير شذوذ مقاومة الخضوع في علم المواد إلى ظاهرة أن مقاومة الخضوع (أي الإجهاد اللازم لبدء خضوع اللدائن) تزيد بفعل درجة الحرارة.
تنخفض مقاومة الخضوع في الغالبية العظمى من المواد بفعل زيادة درجة الحرارة. ويشار لشذوذ مقاومة الخضوع أيضًا بـ شذوذ إجهاد الخضوع.
الإصلاد بالترسب لـ السبائك الفائقة يظهر شذوذ مقاومة الخضوع عند نطاق درجات حرارة معتبرة. فبالنسبة لتلك المواد، تظهر مقاومة الخضوع اختلافًا بسيطًا بين درجة حرارة الغرفة وعدة مئات درجة سليزيوس. ففي النهاية يتم الوصول إلى أقصى مقاومة خضوع. وبالنسبة للمواد بين الفلزية المرتبة، تكون هذه هي الحالة دائمًا عند 50% تقريبًا من درجة حرارة الانصهار المطلقة. وحتى عند درجات الحرارة الأعلى، تنخفض مقاومة الخضوع وتهبط في النهاية إلى الصفر عندما تبلغ درجة حرارة الانصهار، حيث تتحول المادة الصلبة إلى مادة مائعة.
يستخدم شذوذ مقاومة الخضوع في تصميم العنفات الغازية والمحركات النفاثة التي تعمل عند درجات حرارة مرتفعة، وحيث يتم اختيار المواد المستخدمة اعتمادًا على المقاومة الأعلى ومقاومة الزحف. ويمكن أن تتحمل السبائك الفائقة أحمال درجة الحرارة المرتفعة أكثر بكثير من إمكانات الصلب.